# Yui Ohashi
Yui Ohashi (大橋 悠依 Ōhashi Yui?), född 18 oktober 1995 i Hikone, är en japansk simmare som främst tävlar i medley.
Yui Ohashi studerade på Toyouniversitetet och tog examen i mars 2018.

## Karriär
Ohashi började som sexåring att simma efter att ha blivit påverkad av sin äldre syster. I april 2016 vid det japanska mästerskapet i simning, som även fungerade som en uttagning till OS i Rio de Janeiro 2016, slutade Ohashi på tredje plats på 400 meter medley bakom Miho Takahashi och Sakiko Shimizu och lyckades därmed inte att kvalificera sig för OS.
I april 2017 tog Ohashi guld på 400 meter medley vid det japanska mästerskapet i simning med tiden 4.31,42, vilket var en förbättring av det japanska rekordet med mer än tre sekunder. Hon blev därefter uttagen till VM i Budapest i juli samma år. Ohashi kvalificerade sig även på 200 meter medley. Vid VM tog hon sedan ett silver på 200 meter medley med tiden 2.07,91, vilket blev ett nytt japanskt rekord och personbästa med mer än två sekunder. Ohashi slutade även på fjärde plats på 400 meter medley.
I april 2018 vid japanska mästerskapet i simning tog Ohashi återigen guld på 400 meter medley samt förbättrade det japanska rekordet efter att hon simmat på tiden 4.30,82. Vid VM i Gwangju 2019 diskvalificerade sig Ohashi i finalen på 200 meter medley, men tog ett brons på 400 meter medley.
I juli 2021 vid OS i Tokyo tog Ohashi guld på 400 meter medley, vilket var Japans första OS-medalj i den grenen sedan Yasuko Tajima tog silver vid OS i Sydney 2000. Hon tog även guld på 200 meter medley och blev då den första kvinnliga idrottaren från Japan att ta två guld vid ett olympiskt spel.

## Personliga rekord
Långbana
| Gren             | Tid     | Datum        | Tävling                    | Plats                                       | Anmärkning | Anmärkning |
| ---------------- | ------- | ------------ | -------------------------- | ------------------------------------------- | ---------- | ---------- |
| 200 meter medley | 2.07,91 | 24 juli 2017 | VM 2017                    | Donau Arena                                 | 0NR0       | 0NR0       |
| 400 meter medley | 4.30,82 | 8 april 2018 | Japanska mästerskapet 2018 | Tokyo Tatsumi International Swimming Center | 0NR0       | 0NR0       |

Kortbana
| Gren             | Tid     | Datum            | Tävling                            | Plats                                       | Anmärkning | Anmärkning |
| ---------------- | ------- | ---------------- | ---------------------------------- | ------------------------------------------- | ---------- | ---------- |
| 200 meter medley | 2.03,93 | 14 november 2020 | International Swimming League 2020 | Budapest                                    | 0NR0       | 0NR0       |
| 400 meter medley | 4.22,73 | 10 november 2018 | Världscupen 2018                   | Tokyo Tatsumi International Swimming Center | 0NR0       | 0NR0       |